# International Race of Champions 1997
International Race of Champions 1997 (IROC XXI) kördes över fyra omgångar. Mark Martin tog sin andra raka titel i serien, efter att för andra året i rad besegrat Robby Gordon.

## Delsegrare
| Datum       | Bana      | Vinnare      |
| ----------- | --------- | ------------ |
| 14 februari | Daytona   | Al Unser Jr. |
| 16 maj      | Charlotte | Mark Martin  |
| 21 juni     | Fontana   | Mark Martin  |
| 27 juli     | Michigan  | Randy LaJoie |

## Slutställning
| Plats | Förare          | Poäng |
| ----- | --------------- | ----- |
| 1     | Mark Martin     | 72    |
| 2     | Robby Gordon    | 63    |
| 3     | Randy LaJoie    | 58    |
| 4     | Al Unser Jr.    | 57    |
| 5     | Terry Labonte   | 43    |
| 6     | Jeff Gordon     | 39    |
| 7     | Dale Earnhardt  | 35    |
| 8     | Dale Jarrett    | 34    |
| 9     | Darrell Waltrip | 34    |
| 10    | Jimmy Vasser    | 30    |
| 11    | Darrell Waltrip | 18    |
| 12    | Alex Zanardi    | 17    |